# ضريح السيد علال القيرواني

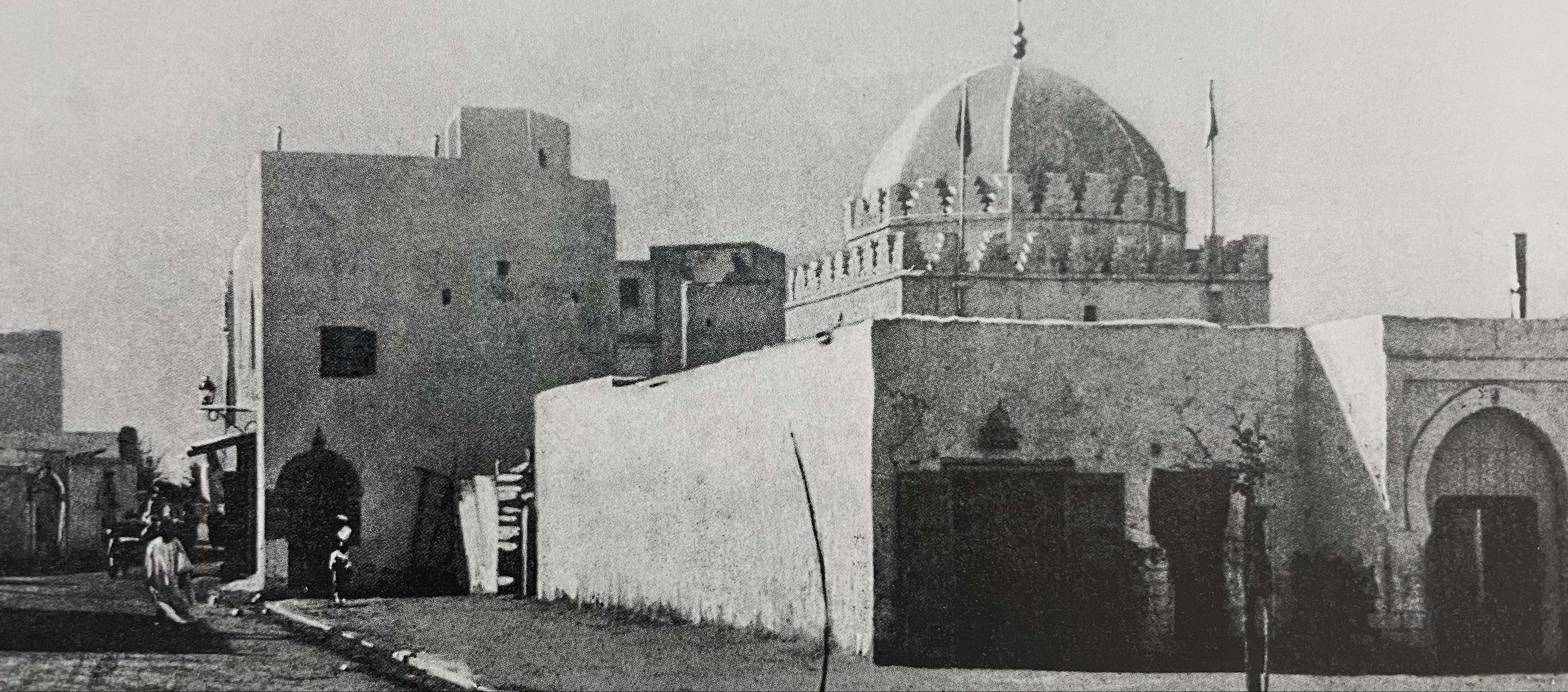
ضريح السيد علال القيرواني بالدار البيضاء سنة 1915.

ضريح السيد علال القيرواني ضريح للولي الصالح السيد علال القيرواني ورباط يقع في مدينة الدار البيضاء المغربية.
أصبح الضريح جهة للصيادين

## تاريخ
تقول الأسطورة أن السيد علال القيرواني كان تاجرا قدم من القيروان إلى آنفا (الدار البيضاء) حوالي عام 1350 م في عهد السلطان المريني أبو الحسن علي بن عثمان، وتاجر مع زوجته أو ابنته «للا البيضاء». يعتبر ضريح علال القيرواني أقدم زاوية في الدار البيضاء.
رُمِّم الضريح عام 2016 وزاره الملك محمد السادس.

## عمارة
أسلوب الضريح المعماري يتخذ شكل تقليدي للعمارة المغربية.